# Monnina weddelliana
Monnina weddelliana là một loài thực vật có hoa trong họ Polygalaceae. Loài này được Chodat mô tả khoa học đầu tiên năm 1896.